# From Out of Nowhere
"From out of Nowhere" é uma canção da banda norte-americana de rock Faith No More. Foi lançada em seu terceiro álbum de estúdio, The Real Thing, em 30 de agosto de 1989. Foi composta por Mike Patton e alcançou a posição de número 23 na parada de singles do Reino Unido. Foi relançada em 2 de abril de 1990, após o sucesso de "Epic", e alcançou a posição 23 no Reino Unido.
A respeito do vídeo a banda foi citada dizendo que "[Eles] não sabiam o que estavam fazendo".
A canção foi usada nos videogames Madden NFL 2005 e NHL 2005.

## Listas de faixas
Burning Splashes
1. "From Out of Nowhere" – 3:23
2. "The Cowboy Song" – 5:12
3. "The Grade" – 2:03

Rising Sun
1. "From Out of Nowhere" – 3:23
2. "Edge of the World" – 4:10
3. "From Out of Nowhere" (Live at Brixton) – 3:24

Reedição
1. "From Out of Nowhere" (Extended Remix)
2. "Woodpecker from Mars" (Live †)
3. "The Real Thing" (Live †)
4. "Epic" (Live †)

† Gravado em Norwich, 1990. Transmitido pela BBC Radio 1 "Rockshow", 2 de março de 1990. A profanação é obscurecida e as músicas desaparecem.

## Paradas musicais
| Parada (1990)                  | Posição mais elevada |
| ------------------------------ | -------------------- |
| Austrália (ARIA)               | 83                   |
| Europa (Eurochart Hot 100)     | 58                   |
| Reino Unido (UK Singles Chart) | 23                   |

## Histórico de lançamentos
| Região      | Versão       | Data                  | Formato(s)                                     | Gravadora(s) | Ref.        |
| ----------- | ------------ | --------------------- | ---------------------------------------------- | ------------ | ----------- |
| Reino Unido | Original     | 30 de outubro de 1989 | single de 7 polegadas disco de doze polegadas  | Slash London | [ 6 ] [ 7 ] |
| Reino Unido | Relançamento | 2 de abril de 1990    | single disco de doze polegadas CD fita cassete | Slash London | [ 8 ]       |